# 粟井神社
粟井神社（あわいじんじゃ）は、香川県観音寺市にある神社。讃岐国苅田郡（後の豊田郡、次いで三豊郡）の式内社（名神大社）で讃岐国式内二十四社のひとつ。旧社格は県社。藤目山の麓、岩鍋池の畔にある。
境内には約3,000株のアジサイが植えられており、6月の第三日曜日にはあじさい祭が開催される。別名の「あじさいの宮」「アジサイ神社」はこのアジサイから呼ばれるようになったという。

## 祭神

### 主祭神
- 天太玉命 (あめのふとだまのみこと)

### 配祀
- 天照皇大神 (あまてらすおおみかみ)
- 月讀命 (つくよみのみこと)
- 保食神 (うけもちのかみ)
- 須佐之男命 (すさのおのみこと)  - 須賀神社　 本殿に共に祀られている。

## 由緒
創建時期は不明。讃岐忌部氏がこの地を開墾したさい、氏神の天太玉命を祭ったのが始まりと伝えられる。「粟井」の由来は阿波国または安房国から来住・勧請したため「アハ居＝あわい」とされている。阿波忌部社伝に、天日鷲命三十一代武持の二男久名なるものゝ時当所に奉遷せりと記述がある。また社伝では「白鳳十二年（672）…阿波國板野郡河田村六衛門なる者神托ありて…豊ヶ岡に御造営の上天太玉命、月読命、保食命の三神を勧請せり時に朱鳥元年（686）…是氏神始也。」とある。
続日本紀に「承和9年（842）粟井神名神に預かる」と記され平安期初頭では既に名神に列するほどの名社ゆえに讃岐最古の神社と推測される。三代実録には貞観6年（864）10月15日戊辰条には従五位下を授かったとある。また延喜臨時祭式の名神祭二百八十五座の内に「粟井神社一座讃岐國」とあり粟井神社は当時に讃岐国で唯一名神祭に預かる社であった。かつては刈田大明神と称し、苅田郡（刈田郡、神田郡とも呼称）の由来となったという。日本紀略に延喜6年（906）苅田神が従五位を授けられた旨の記述がある。
かつての鎮座地は、現在の鎮座地より南方約600mの所という。大同2年（807年）に焼失し、寛弘元年（1004年）に杉尾神社（現・粟井神社境内社杉尾神社）の地（現在地）に遷座したという。
室町時代、藤目山の山頂には藤目城が築かれていた。天正6年（1578年）に長宗我部元親が藤目城主の斎藤下総守を調略・降伏させた。阿波の大西氏が長曾我部に付き、その縁から齋藤氏が長曾我部傘下となったとされる。元親は、藤目城に桑名太郎左衛門と浜田善右衛門を入れていたが、阿波の三好存保(十河存保)は配下の聖通寺城主・奈良太郎兵衛勝政に藤目城への攻撃を命じる。奈良氏は、長尾大隅守・羽床伊豆守・香川民部少輔とともに藤目城を攻め落とした。藤目城を奪われた長宗我部勢は、秋には今度は目線を変えて三野郡財田の本篠城（財田町）を攻略。そして、本篠城を出城にして冬には再び藤目城を攻め、これを再度掌中に収めた。これが元親の讃岐攻略の前哨戦となった。このように讃岐では長曾我部元親から戦いの火蓋を切ったかのように語られるが実際は三好が長曾我部傘下となっていた藤目城を攻め落としたところから戦いが始まっている。　またこの兵火で粟井神社も焼失し、建物のほか、記録や宝物も失ったとも語られるがそのような史実は確認されておらず、先述のように三好勢が先に攻め落としているところを見ても神社がどの勢力によって焼失したものなのか不明である。
多くの香川県かの寺社がそうであるように戦火でどの勢力が行ったものか、或いは戦火ではない理由があるのか判然としないまま、寺社が焼かれたとの伝承か残っている場合はすべて長曾我部元親が行ったこととなっており、この神社も例に漏れることなく長曾我部が焼いたことになっている。
齋藤氏は長曾我部方として戦って三好勢に敗れて阿波に逃れたが、神社では斎藤氏を攻めたのは長曾我部であるとして語っている。
後に、この藤目城二の丸跡が御旅所とされ、昭和初期まで利用していたという（現・粟井神社境内社藤目宮）。元和6年（1620年）生駒正俊により再建される。
明治12年（1879年）に県社に列せられる。平成13年（2001年）、現在の社殿が築かれる。

## 境内

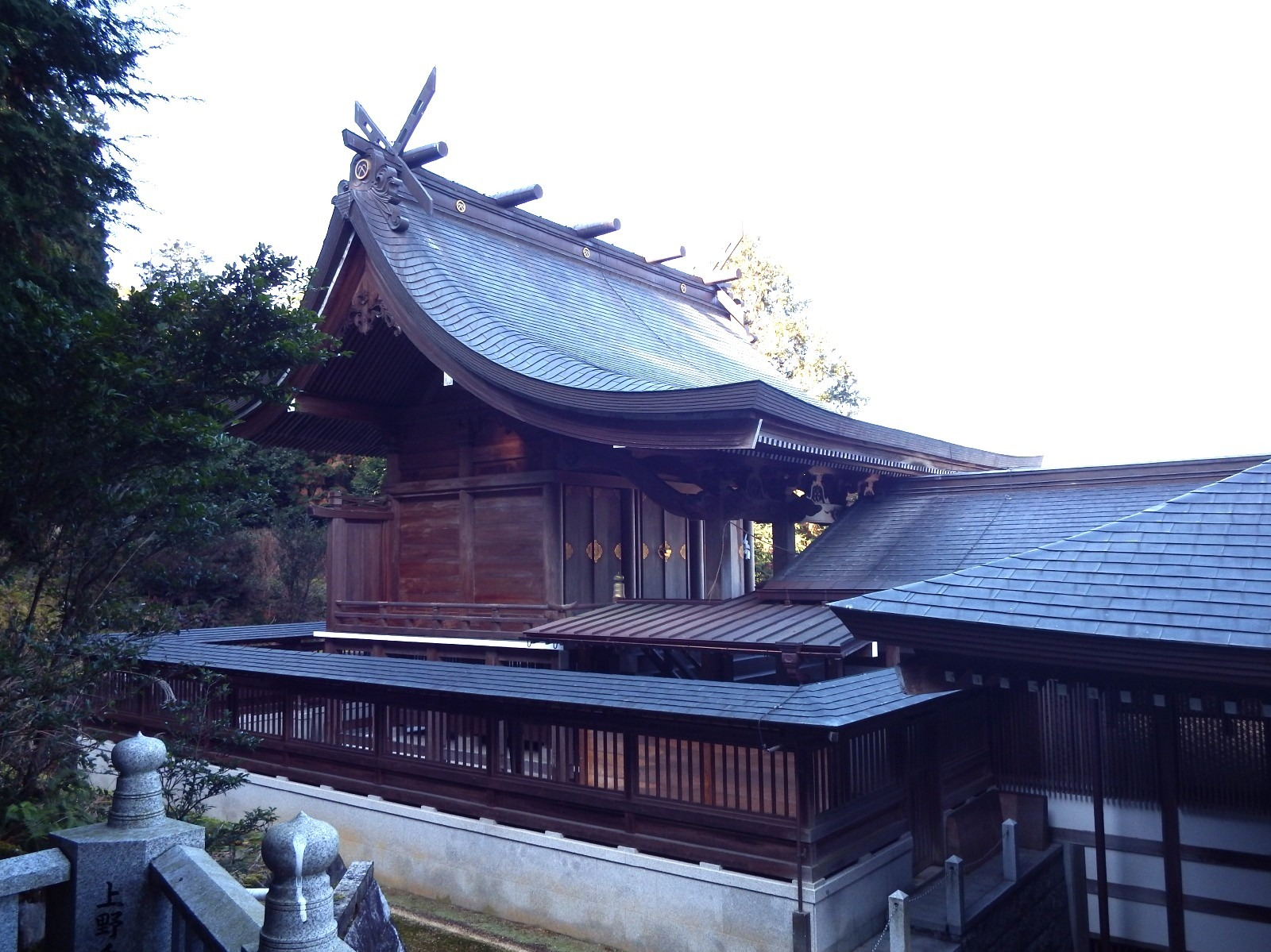
本殿
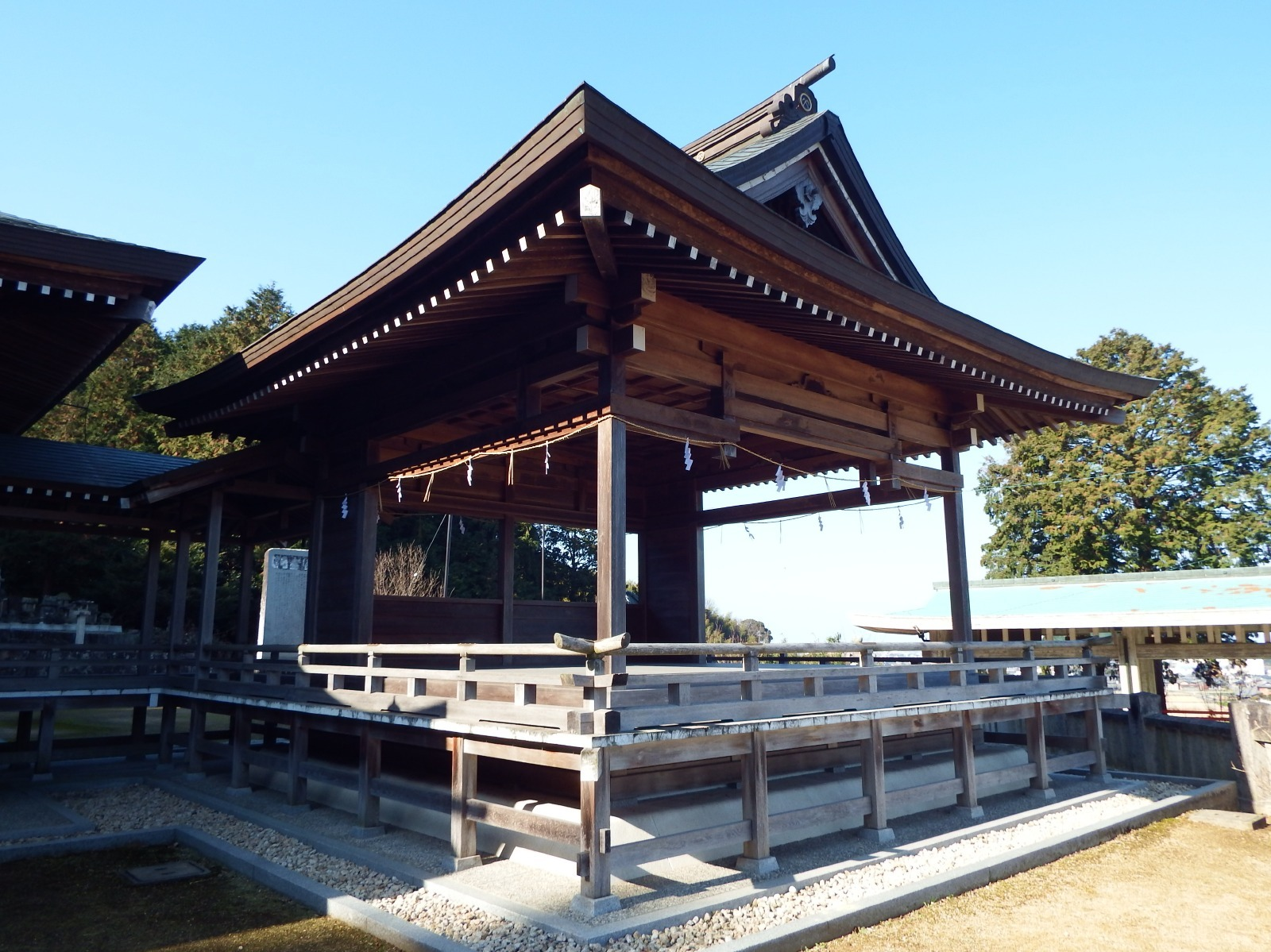
神楽殿
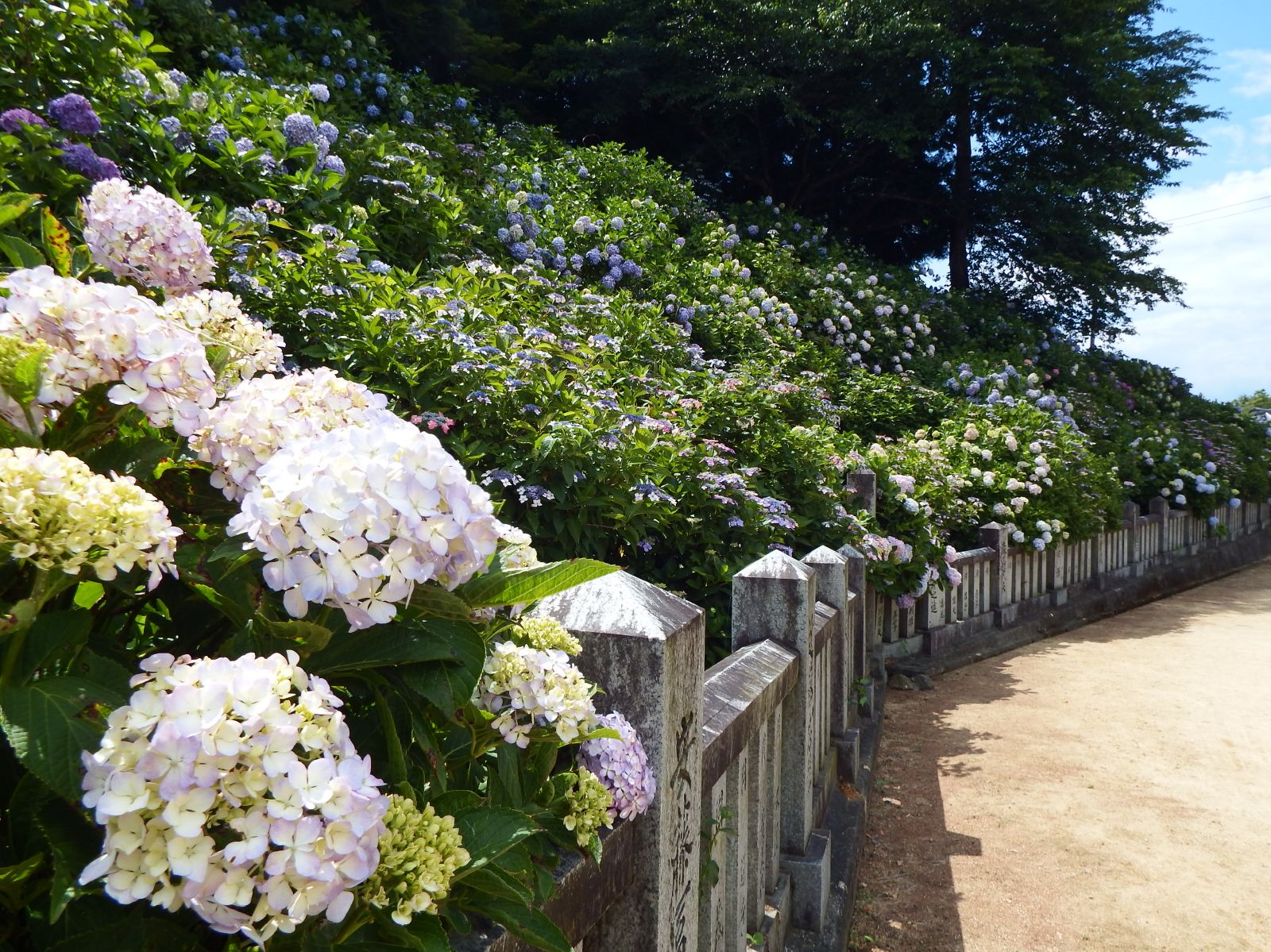
アジサイ
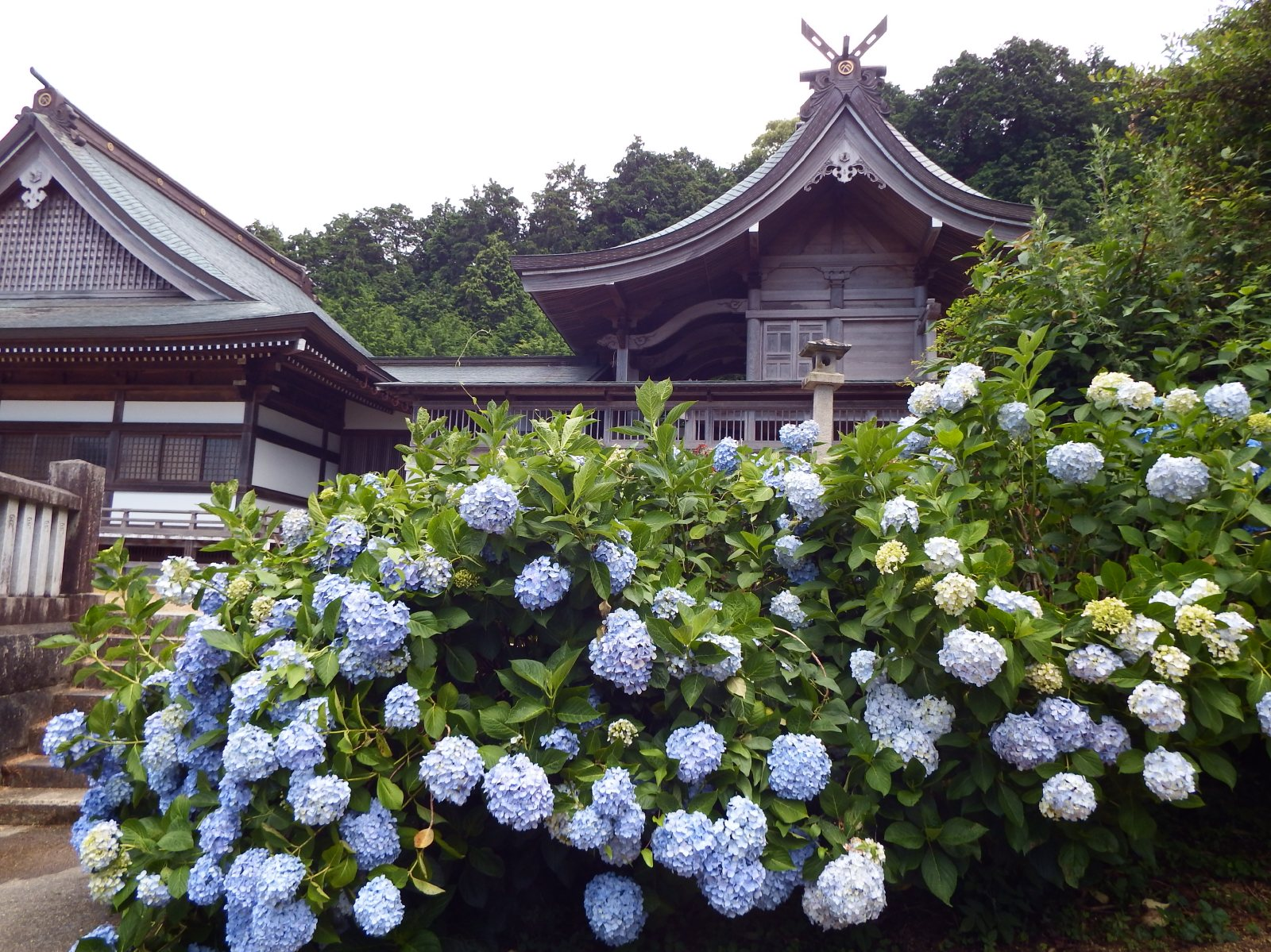
アジサイ

## 摂社
本殿に向かって左奥から手前へ

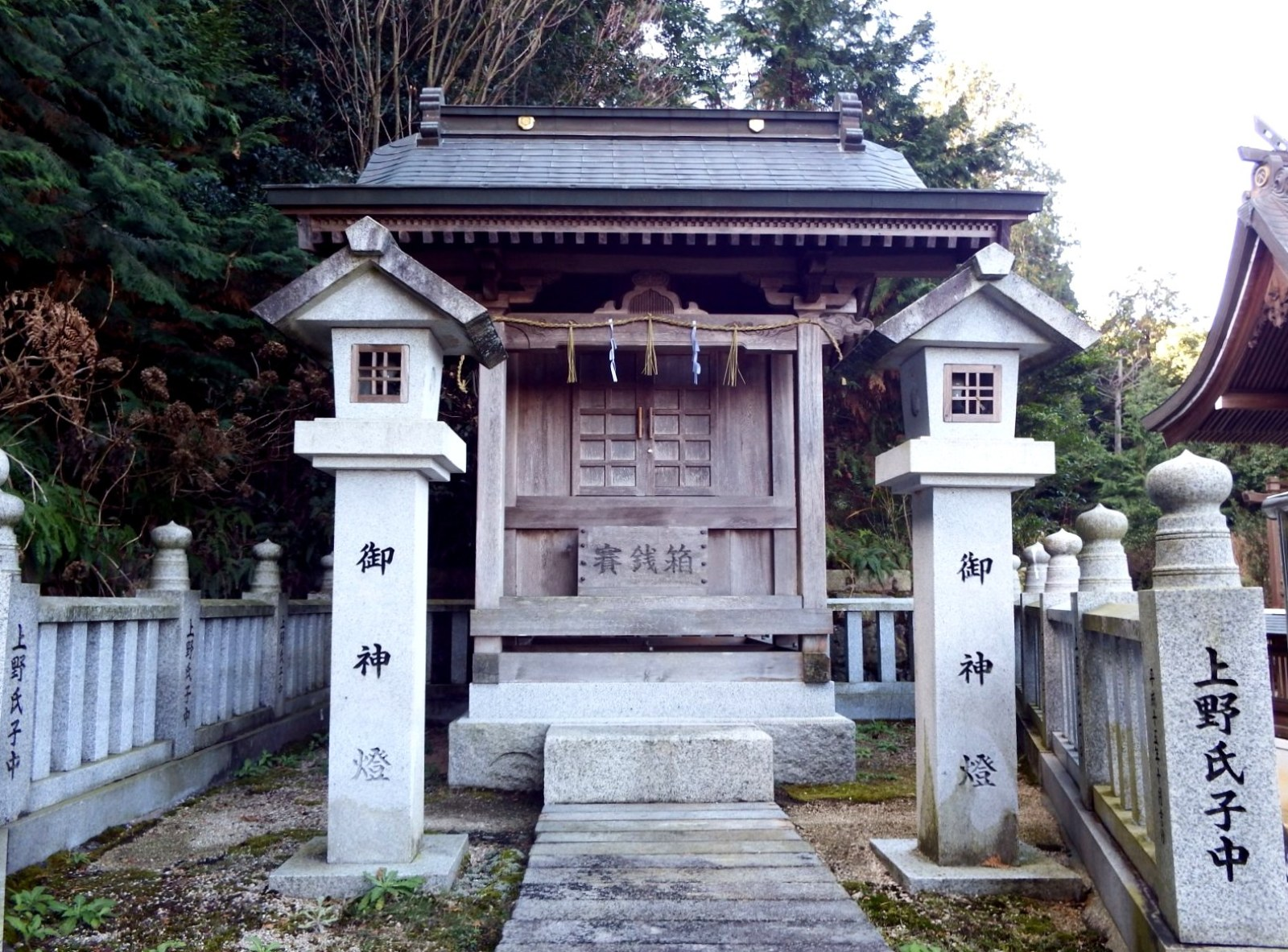
杉尾社

- 杉尾神社（祠）：元々この地に祀られていた神ゆえ本殿より少し高い所に祀られている。
- 荒魂神社（祠）：常次地区から遷座。
- 粟嶋神社（祠）：母神山須賀神社から遷座。
- 地神社：祠ではなくて長細い石。竹成地区から遷座。

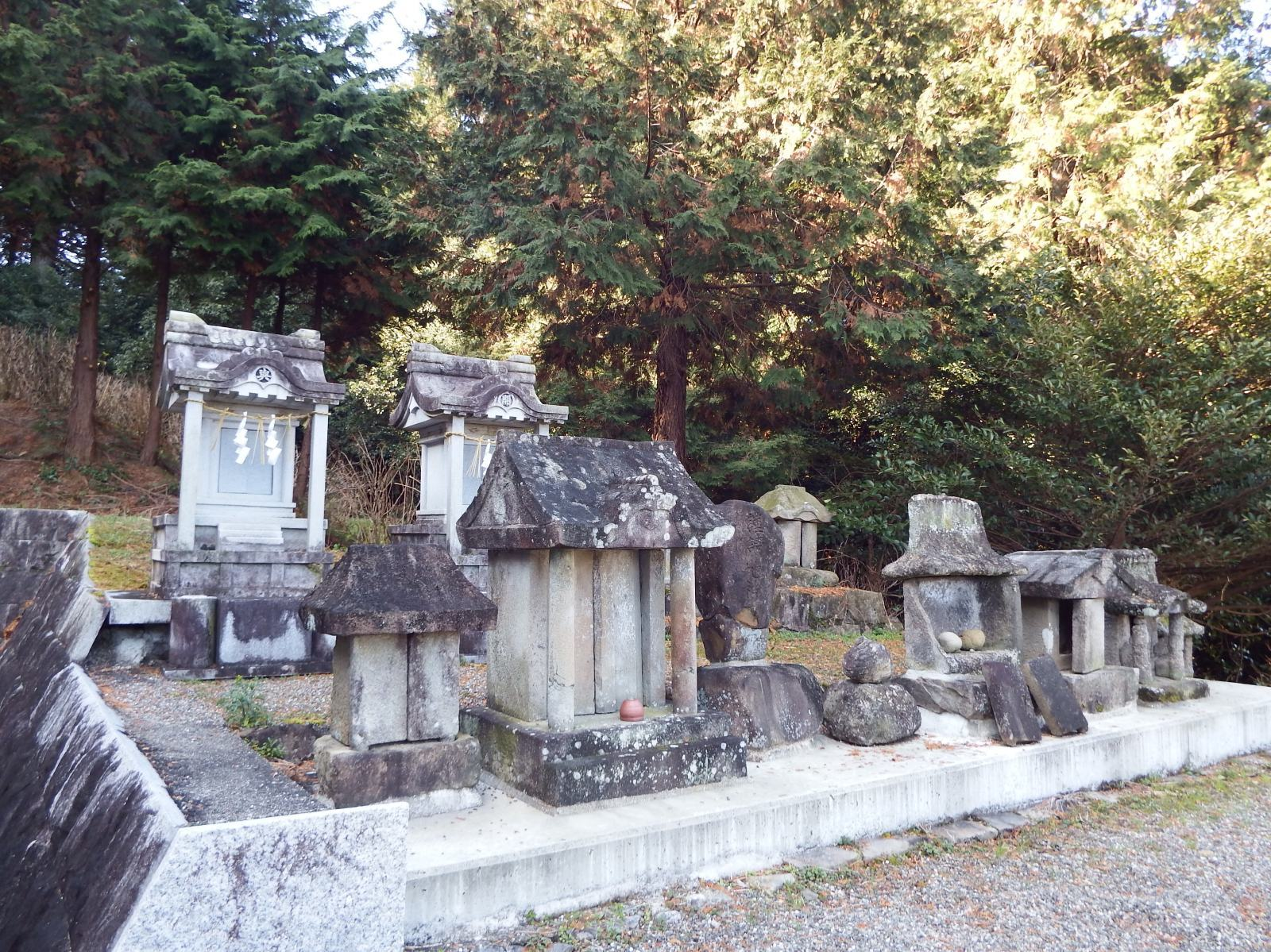
集合摂社

- 厳島神社（祠）

本殿に向かって右奥の集合摂社ほか
- 稲荷神社
- 龍王神社
- 與禮神社
- 飛羅岐神社
- 藤目宮
- 天満宮

## 交通
- JR予讃線 観音寺駅より自動車で約15分。

## イベント

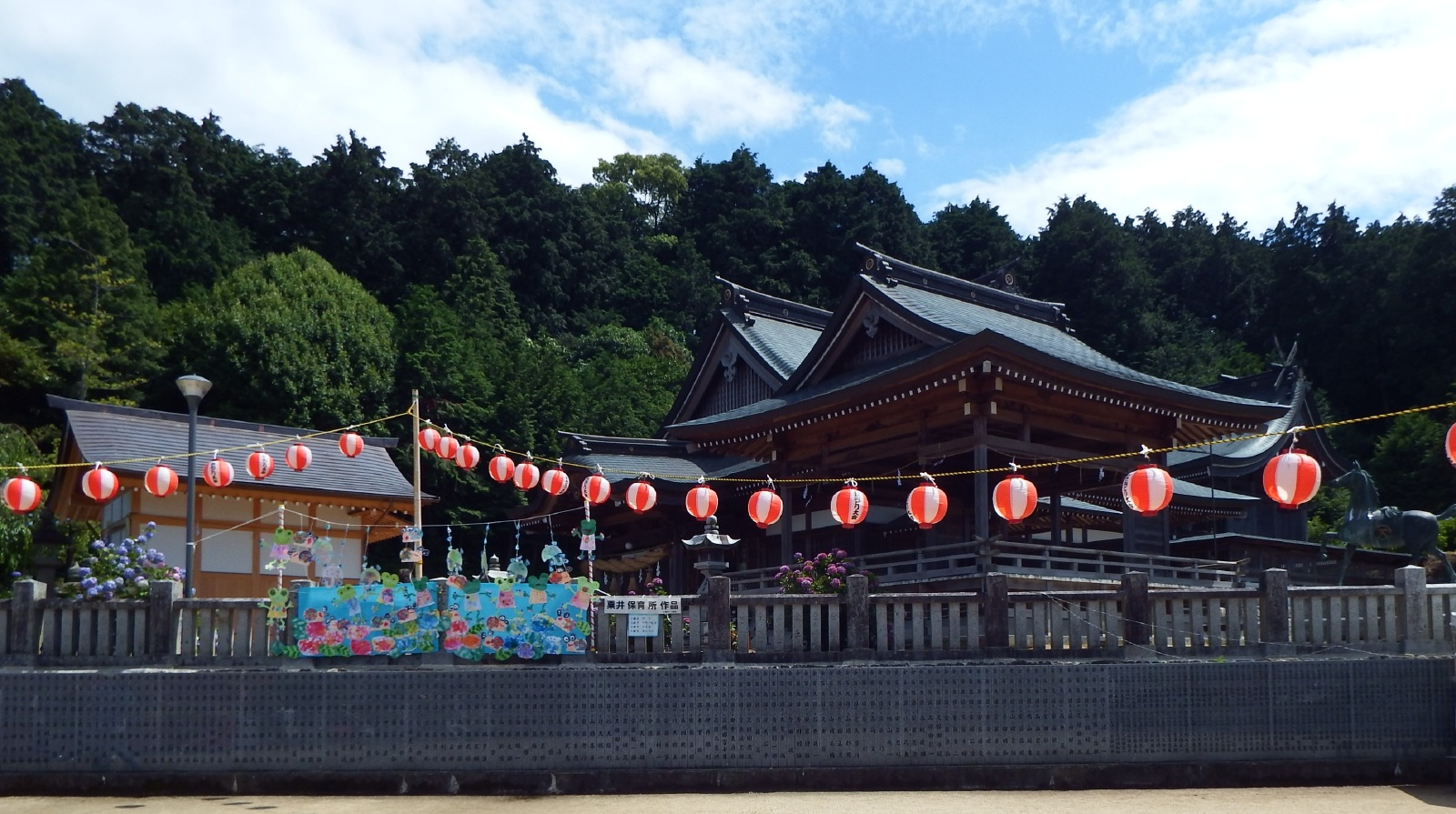
あじさい祭りの境内

- あじさい祭：午前10時より午後1時半まで、大正琴・鼓笛パレード・粟井音頭・詩吟・腹おどり・和太鼓・金魚すくいが順次行われた。また、うどん・おにぎりの販売、下よりバスによる送迎が随時あった。（2019.6.16)

## 周辺
藤目山の周辺

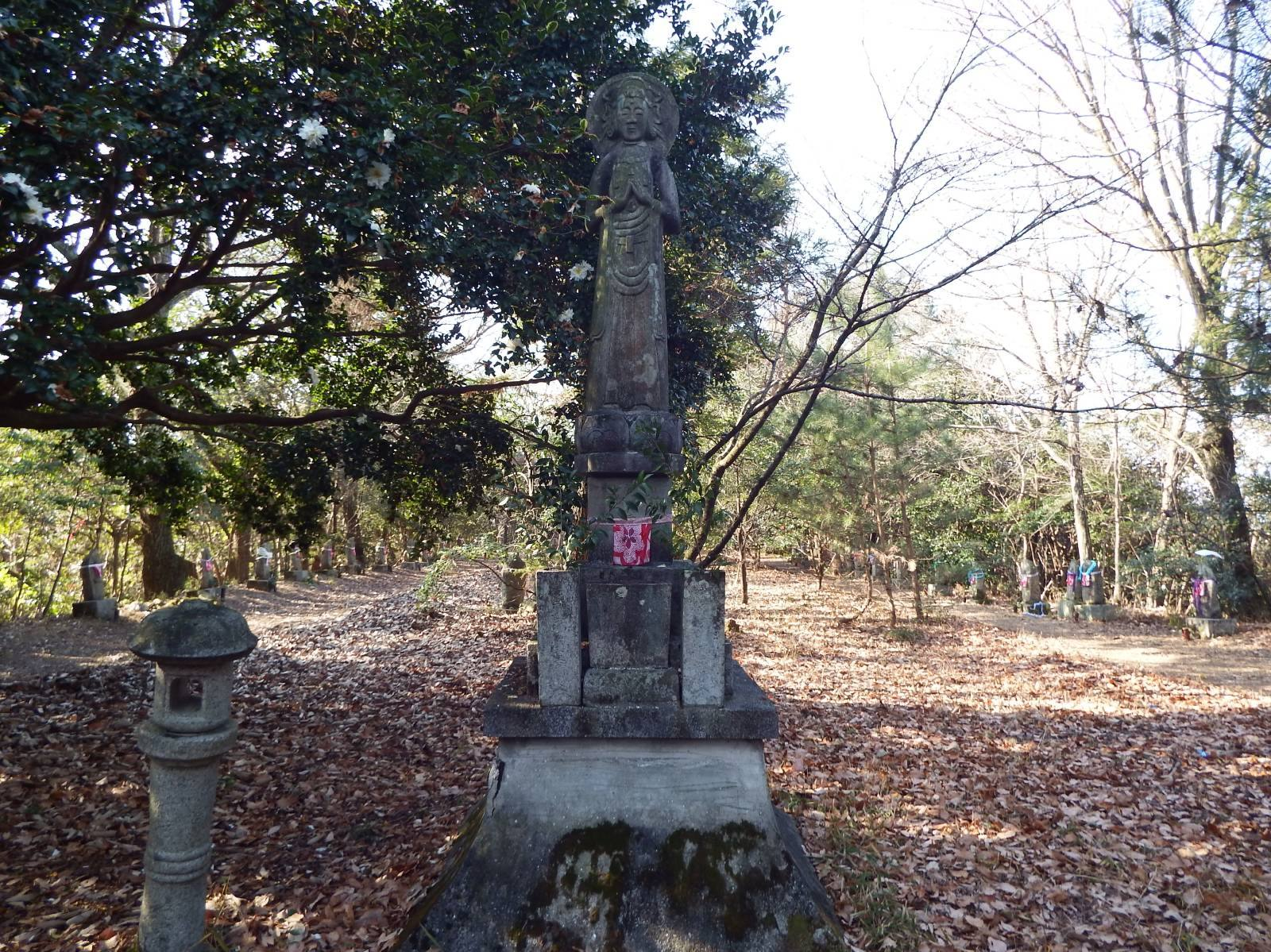
藤目城址：標高136.5m。室町時代初期、斎藤氏が居城にしていたが天正6年落城したといわれる。頂上台地に四国八十八箇所の写しが大正3年弘法大師1100年忌として造られる[2]。不動院から約30m上がれば行ける。
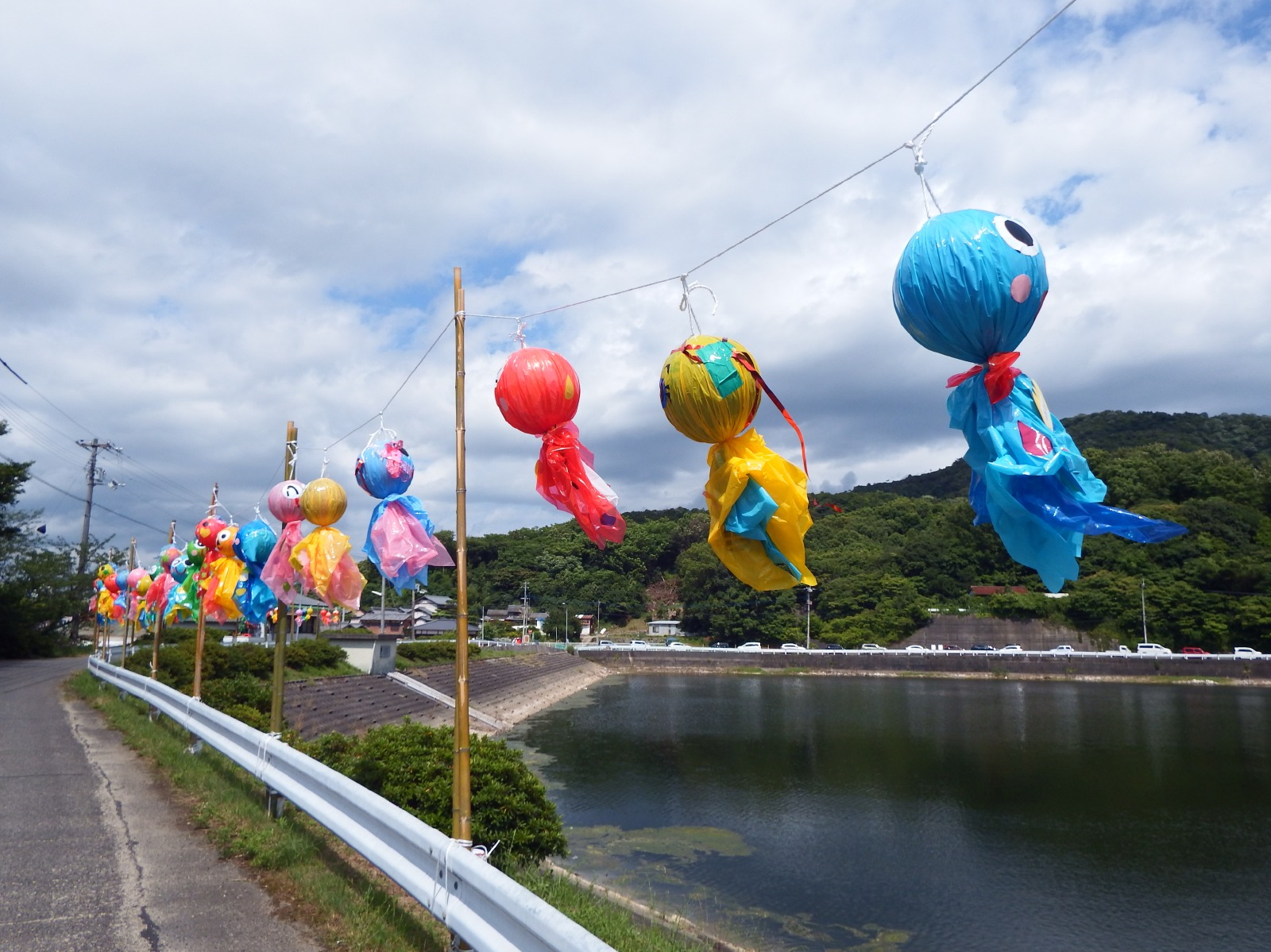
岩鍋池

- 藤目稲荷：正一位藤目稲荷大明神。出晴地区から遷座。不動院から約10m上にある。
- 剣山神社：剱山権現。奥谷地区池之内から遷座。不動院の裏にある。
- 藤目山不動院：不動明王、千手観音。ここまで、車で来れる。

粟井ダム
- 柞田川水系粟井川、重力式コンクリートダム、総貯水量59万㎥、2002年完成[3]。